# Alphonso Wood
Pour les articles homonymes, voir Wood.
Alphonso Wood est un botaniste américain, né le 17 septembre 1810 à Chesterfield dans le New Hampshire et mort le 4 janvier 1881 à West Farms, New York.

## Biographie
Il est diplômé à Dartmouth en 1834 et part étudier un an au séminaire d’Andover. Ensuite, il étudie au Kimball union academy de Meriden dans le New Hampshire jusqu’en 1849. Il exerce alors comme ingénieur civil jusqu’en 1851 où il devient directeur du séminaire de filles de l’Ohio.
En 1857, il devient professeur au collège de filles de Terre Haute dans l’Indiana avant d’être nommé principale du séminaire pour fille de Brooklyn, fonction qu’il conserve jusqu’en 1865. Il voyage durant un an avant de s’installer à West Farms.
Wood se passionne pour la botanique et fait paraître un manuel, Class-Book of Botany, en 1845 qui connaît un immense succès avec 100 000 exemplaires vendus. En 1848, il signe First Lessons in Botany, en 1863, Leaves and Flowers, or Object Lessons in Botany, en 1870, The American Botanist and Florist, et en 1877, Plant Record. Il est auteur le traducteur de Poetry from the Vegetable World (1853).h

## Source
- Virtual American Biographies, biographie en anglais